# روی برتون
روی برتون (انگلیسی: Roy Burton؛ زادهٔ ۱۳ ژانویهٔ ۱۹۵۱) بازیکن فوتبال اهل بریتانیا است.
از باشگاه‌هایی که در آن بازی کرده‌است می‌توان به باشگاه فوتبال آکسفورد یونایتد اشاره کرد.